# Julio César Serrano
Julio César Serrano Escobar (Santiago de Chile, 31 de julio de 1986) es un actor chileno en teatro, cine y televisión.

## Biografía
Julio César nació en Santiago. Realizó estudios de actuación en Duoc UC, perfeccionó actuación en la academia actoral para cine-televisión. Es egresado de la carrera de teatro en el Instituto Profesional Los Leones.
Ha interpretado numerosos personajes protagónicos importantes como Amador "el Mesías" en Gatica, serie del canal TV UNIACC donde es el protagonista antagónico, en Cine con Docuficción El Rucio, la historia de Hans Pozo interpretando al protagonista y en Documental como Jesús de Nazaret, entre otros. 
Realiza actuaciones especiales en teleseries de Canal 13 y Chilevisión entre algunas: Corazón rebelde, Vampiras y Soltera otra vez 3 interpretando al Pastel Nerd. 
En Mega ha realizado distintas participaciones en Pobre gallo, Verdades Ocultas, Isla Paraíso interpretando al Care`pera y en 100 días para enamorarse, entre otras.
Participa en una película interactiva, Historia de Chile, por el MUI de Las Condes, donde interpreta a Rubio Anglosajón. 
En 2019 es convocado para interpretar un villano en la película El Cruce FPMR dirigida por Fernando Krichmar, en el cual deja los personajes cómicos. 
En 2021 es uno de los protagonistas de Uber a Melipilla.

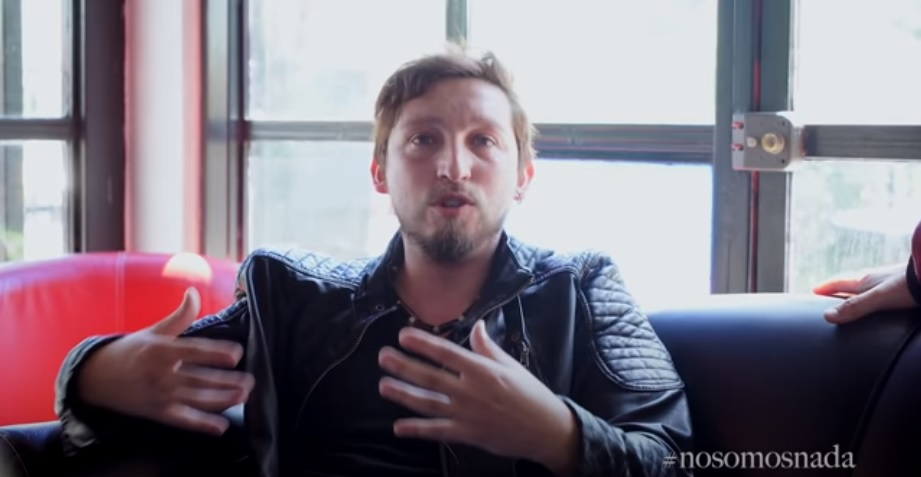
Julio César en Entrevista como actor en Programa "No somos Nada", conducido por Jaime Coloma

En teatro él y su compañía Los Pensantes han puesto en escena varias obras como La estación sin retorno y En patines. Donde ha compartido escena con los actores Matías Vega e Ignacio Susperreguy. Además de lo cual realiza todos los años el montaje Rutas patrimoniales en la comuna de Quinta Normal en conjunto con el Centro Cultural Casona Dubois. 
En 2018 lleva a cabo el montaje Pic-Nic en el Campo de Batalla. 
En 2019 forma parte del musical Frozen interpretando a Kristoff. Este montaje ha realizado una gira por distintas ciudades de Chile. 
También ha realizado distintos comerciales y publicidad como protagonista en Limón Soda - haz todo haz nada, Lemon Stones, MasterChef, ABC VISA, Entel, Marco Polo y Unimarc, entre otros.

## Teatro
| Año              | Obra                           | Personaje          | Notas                               |
| ---------------- | ------------------------------ | ------------------ | ----------------------------------- |
| 2009             | Musical Jesucristo Superstar   | Jesús de Nazaret   | Compañía de Teatro Visiones         |
| 2010             | La pequeña historia de Chile   | Fredes             | Compañía de Teatro Visiones         |
| 2014 - 2016      | La estación sin retorno        | Siberio            | Compañía de Teatro Los Pensantes    |
| 2015 - 2019      | Rutas patrimoniales            | Varios Personajes  | Compañía de Teatro Los Pensantes    |
| 2017             | En patines                     | Chago              | Compañía de Teatro Los Pensantes    |
| 2018             | Pic-Nic en el Campo de Batalla | Soldado Zepo       | Compañía de Teatro Los Pensantes    |
| 2019             | Gira y teatro itinerante       | Varios Personajes  | Compañía de Teatro Los Pensantes    |
| 2019             | Gira Teatral FROZEN            | Kristoff           | Productora Hashtag                  |
| 2020 - 2021      | San Camilo 69                  | Joven - Mary       | Teatro                              |
| 2022             | Paw Patrol                     | Caballero Medieval | Teatro Parque Arauco                |
| 2025 al presente | El Gabinete                    | El Diablo          | Teatro, dirigida por Gabriel Ibarra |

## Filmografía

### Teleseries
| Año  | Teleserie                | Personaje                        |
| ---- | ------------------------ | -------------------------------- |
| 2009 | Corazón rebelde          | Darío                            |
| 2010 | Feroz                    | Barman                           |
| 2011 | Vampiras                 | Carlos                           |
| 2012 | Gordis                   | Perno-Mateo Cibernético          |
| 2016 | Pobre gallo              | Joven Limpiavidrios              |
| 2016 | Ámbar                    | Repartidor de Flores             |
| 2018 | Soltera otra vez 3       | Pastel Nerd                      |
| 2018 | Si yo fuera rico         | "Rucio", hincha de Renca Juniors |
| 2018 | Verdades Ocultas         | Conserje                         |
| 2019 | Isla Paraíso             | Care`pera                        |
| 2019 | Amor a la Catalán        | Técnico Panadería                |
| 2020 | 100 días para enamorarse | Bombero                          |
| 2025 |                          |                                  |

### Cine
| Año         | Título                             | Personaje               |
| ----------- | ---------------------------------- | ----------------------- |
| 2009        | El Rucio, la historia de Hans Pozo | Hans Pozo               |
| 2010        | Jesús de Nazaret                   | Jesús de Nazaret        |
| 2011        | Mermelada                          | Reponedor & Gasfíter    |
| 2012        | Perra vida en la Sociedad          | Mito Punky              |
| 2014        | Hay algo que me gusta de ti        | Francisco Javier García |
| 2016        | Charquikan                         | Vicente                 |
| 2018        | Historia de Chile - MUI            | Rubio Anglosajón        |
| 2020        | El Cruce FPMR                      | El Milico               |
| 2024 - 2025 | Largometraje Costanera Norte       | Mecánico                |

### Series y unitarios
| Año  | Serie                                         | Personaje          |
| ---- | --------------------------------------------- | ------------------ |
| 2010 | El Lagarto                                    | Cuidador de Autos  |
| 2010 | Gatica                                        | Amador "el Mesías" |
| 2011 | 12 días - Cap. "La rebelión de los pingüinos” | Zanahoria          |
| 2011 | Prófugos                                      | Diego "Torturado"  |
| 2011 | La Colonia                                    | David "El Gringo"  |
| 2022 | Paola y Miguelito                             | Hippie             |

### Web Serie
| Año  | Título               | Personaje  |
| ---- | -------------------- | ---------- |
| 2012 | Pepe y sus Genitales | Gumersindo |
| 2013 | El Baño              | Álvaro     |
| 2021 | Uber a Melipilla     | Leo        |

### Vídeos musicales
| Año  | Título            | Cantante - Banda       |
| ---- | ----------------- | ---------------------- |
| 2013 | Chica Provi       | Los Submarinos         |
| 2014 | Azucah            | Motafonkas             |
| 2014 | Mi ángel          | Ethan Steve            |
| 2016 | No me hables más  | Enzo Massardo          |
| 2016 | El menos indicado | FreakLove              |
| 2025 | Tequila & Ron     | María José Quintanilla |

### Publicidad
- Groupon - (2010)
- Ministerio de Salud de Chile  - (2010)
- Rostro Publicitario como Jesús de Nazaret - (2011)
- Savory Helados Tiritón  - (2011)
- Pepsi - (2012)
- Canada Dry Limón Soda - (2012)
- Toma Taxi - (2013)
- MasterChef - (2014)
- Lemon Stones - (2014-2015)
- Vmove - (2017)
- ABC VISA - (2017)
- Véndenos tu auto.com - (2018)
- Entel - (2018)
- Marco Polo - (2018)
- Wild Duck - (2019)
- Unimarc - (2019)
- Red Bus - (2020)
- Repago - (2021)
- Mercado Libre - (2023)
- Lider - (2025)